# The Miracle
The Miracle — тринадцатый студийный альбом рок-группы Queen, выпущенный 22 мая 1989 года.

## Об альбоме
Первая пластинка в дискографии Queen, в которой авторами всех песен стала вся группа. В период её записи участники Queen переживали личные трудности, например, развод Брайана Мэя, также в прессу просочились слухи о здоровье Фредди Меркьюри, который на тот момент уже болел СПИДом. Эти события стали основой для песни «Scandal» на альбоме. Период записи диска характеризовался значительным творческим прогрессом, группа смогла создать около 30 песен, из которых только десять были отобраны для лонгплея, другие стали би-сайдами к синглам пластинки, но некоторые из которых так никогда и не были официально выпущены.
Изначально альбом планировали назвать The Invisible Man, но за три недели до выпуска было решено переименовать его в The Miracle.

### Переиздание альбома 2022 года
В октябре 2022 года группа Queen объявила о переиздании своего альбома, который вышел в свет 18 ноября 2022 года. В альбом вошли шесть неизданных треков, среди которых четыре были записаны Фредди Меркьюри в качестве вокалиста.
В рамках выхода бокс-сета The Miracle Collector’s Edition ансамбль представил ранее неизвестную песню «Face It Alone». Барабанщик Queen Роджер Тейлор сказал о ней:

Мы нашли маленький драгоценный камень от Фредди, о котором уже забыли. Это замечательно, настоящее открытие. Это очень страстное произведение.
Оригинальный текст (англ.)We did find a little gem from Freddie, that we’d kind of forgotten about. It’s wonderful, a real discovery. It’s a very passionate piece.

Бокс-сет содержит неизданные треки и оригинальные записи с сессии записи альбома The Miracle. Например, были выпущены ранее неизданные песни, такие как «When Love Breaks Up», «You Know You Belong to Me», «Dog With a Bone», «Water» и «I Guess We’re Falling Out».

## Клипы к альбому
- «I Want It All» — клип поставлен Дэвидом Маллетом[англ.] в студии Elstree Studios в Лондоне в марте 1989 года. Группа исполняла песню в помещении, где использовалось галогенное освещение[29][30].
- «Breakthru» — видеоролик был снят на специальном поезде Miracle Express, двигавшемся на скорости около ста километров в час. Действие клипа проходит на платформе, прикрепленной к поезду, мчащемуся по частной исторической железной дороге Nene Valley[англ.][31][32][33]. Кадры со съёмок были выпущены на сборнике Greatest Video Hits 2[30].
- «The Invisible Man» — музыканты изображены в виде персонажей компьютерной игры, вышедших из экрана телевизора в детскую комнату. В клипе использовано множество элементов компьютерной графики[33].
- «Scandal» — для съёмок ролика студию оформили газетными статьями, а на заднем плане разместили красный заголовок «National Scandal». Клип сняли режиссёры Руди Долезал и Ганс Россакер в студии Pinewood Studios 27 сентября 1989 года[30][34]. В интервью видеожурналу Hard ’N’ Heavy Мэй подтвердил, что на создание этой песни его вдохновили выходки британской прессы[35].
- «The Miracle» — по сюжету видеоклипа роль музыкантов группы играли четыре мальчика, внешне похожих на участников Queen[29]. Кадры кастинга вошли в видеосборник на Greatest Video Hits 2[30][36].

## Список композиций
На буклете к альбому авторами всех композиций указаны Queen.
| №                   | Название            | Автор(ы)                                | Длительность |
| ------------------- | ------------------- | --------------------------------------- | ------------ |
| 1.                  | «Party»             | Фредди Меркьюри, Брайан Мэй, Джон Дикон | 2:25         |
| 2.                  | «Khashoggi’s Ship»  | Фредди Меркьюри                         | 2:45         |
| 3.                  | «The Miracle»       | Джон Дикон, Фредди Меркьюри             | 5:00         |
| 4.                  | «I Want It All»     | Брайан Мэй                              | 4:40         |
| 5.                  | «The Invisible Man» | Роджер Тейлор                           | 3:57         |
| Общая длительность: | Общая длительность: | Общая длительность:                     | 18:47        |

| №                   | Название              | Автор(ы)                       | Длительность |
| ------------------- | --------------------- | ------------------------------ | ------------ |
| 1.                  | «Breakthru»           | Фредди Меркьюри, Роджер Тейлор | 4:06         |
| 2.                  | «Rain Must Fall»      | Фредди Меркьюри, Джон Дикон    | 4:20         |
| 3.                  | «Scandal»             | Брайан Мэй                     | 4:42         |
| 4.                  | «My Baby Does Me»     | Фредди Меркьюри, Джон Дикон    | 3:22         |
| 5.                  | «Was It All Worth It» | Фредди Меркьюри                | 5:43         |
| Общая длительность: | Общая длительность:   | Общая длительность:            | 22:13        |

## Участники записи
- Фредди Меркьюри — ведущий вокал (все песни), бэк-вокал (все песни, кроме 5), клавишные (песни 1-4, 6, 7, 9, 10), драм-машина (песня 1), фортепиано (песни 3, 6);
- Брайан Мэй — электрогитара (все песни), бэк-вокал (песни 1, 3, 4, 6, 9, 10), клавишные (песни 8, 10), акустическая гитара (песня 4), со-вокал (песни 1, 4);
- Джон Дикон — бас-гитара (все песни), электрогитара (песни 1, 5, 7, 9), клавишные (песни 7, 9), бэк-вокал (песня 4);
- Роджер Тейлор — ударные (все песни, кроме 9), бэк-вокал (песни 1, 3-6, 10), перкуссия (песни 2, 3, 8, 10), драм-машина (песни 1, 7, 9), клавишные (песни 5, 6), электрогитара (песня 5), со-вокал (песня 5).

## Чарты
| Чарт (1989)              | Позиция |
| ------------------------ | ------- |
| Australian Albums Chart  | 4       |
| Austrian Albums Chart    | 1       |
| Canadian Albums Chart    | 18      |
| Dutch Albums Chart       | 1       |
| French Albums Chart      | 11      |
| German Albums Chart      | 1       |
| Italian Albums Chart     | 3       |
| Japanese Albums Chart    | 23      |
| New Zealand Albums Chart | 2       |
| Norwegian Albums Chart   | 2       |
| Swedish Albums Chart     | 6       |
| Swiss Albums Chart       | 1       |
| UK Albums Chart          | 1       |
| U.S. Billboard 200       | 24      |

| Чарт (1989)            | Позиция |
| ---------------------- | ------- |
| Austrian Albums Chart  | 12      |
| Европа (Music & Media) | 8       |
| Canadian Albums Chart  | 66      |
| Italian Albums Chart   | 15      |
| Swiss Albums Chart     | 6       |
| UK Albums Chart        | 14      |

## Сертификации
| Регион | Сертификация | Продажи   |
| --- | ------------ | --------- |
| Австралия (ARIA) | Золотой      | 35 000^   |
| Австрия (IFPI Austria)                                                                                                   | Золотой      | 25 000*   |
| Финляндия (Musiikkituottajat)                                                                                            | Золотой      | 43,130    |
| Франция (SNEP) | Золотой      | 100 000*  |
| Германия (BVMI) | Платиновый   | 500 000^  |
| Италия | —            | 150,000   |
| Нидерланды (NVPI) | Платиновый   | 100 000^  |
| Новая Зеландия (RMNZ) | Золотой      | 7500^     |
| Польша (ZPAV) · 2009 Agora SA album reissue                                                                              | Платиновый   | 20 000*   |
| Испания (PROMUSICAE) | Платиновый   | 100 000^  |
| Швейцария (IFPI Switzerland)                                                                                             | Платиновый   | 50 000^   |
| Великобритания (BPI) | Платиновый   | 500,000   |
| Итого |              |           |
| Европа | —            | 2,000,000 |
| * Данные о продажах приведены только на основе сертификации. ^ Данные о тиражах приведены только на основе сертификации. |              |           |